# جویس چنگ
جویس چنگ (انگلیسی: Joyce Cheng؛ زادهٔ ۳۰ مهٔ ۱۹۸۷) یک خواننده اهل جمهوری خلق چین است.